# Kisigmánd
Kisigmánd é um município da Hungria, situado no condado de Komárom-Esztergom. Tem 13,13 km² de área e sua população em 2015 foi estimada em 450 habitantes.